# Debbie Bont
Debbie Bont, née le 9 décembre 1990 à Edam-Volendam, est une ancienne joueuse néerlandaise de handball, ayant évoluée au poste d'ailière droite. Avec l'équipe nationale des Pays-Bas, elle est notamment championne du monde en 2019.
Debbie Bont a pris sa retraite en 2023 à la suite d'une bonne saison avec Metz handball dans laquelle elle remportera la ligue butagaz énergie et la coupe de France 

## Biographie
En décembre 2015, elle crée la surprise avec les Pays-Bas en atteignant la finale du championnat du monde, perdue face à la Norvège,.
En décembre 2017, elle décroche une médaille de bronze lors du championnat du monde en remportant le match pour la troisième place face à la Suède.
Après une nouvelle médaille, le bronze, glanée lors du championnat d'Europe 2018, elle remporte le Championnat du monde 2019 au Japon en 2019, après une victoire en finale face à l'Espagne. 

## Palmarès

### En club
Compétitions internationales
- Ligue des champions (C1) :
  - 3e place en 2022

Compétitions nationales
- vainqueur du Championnat des Pays-Bas (4) : 2008, 2009 et 2010 (avec VOC Amsterdam) et 2015  (avec SV Dalfsen)
- vainqueur de la Coupe des Pays-Bas (2) : 2009 et 2010  (avec VOC Amsterdam)
- vainqueur de la Coupe d'Allemagne (1) : 2014 (avec HC Leipzig)
- vainqueur du Championnat du Danemark (1) : 2018 (avec Copenhague Handball)
- vainqueur du Championnat de France (2) : 2022 et 2023
- vainqueur de la Coupe de France (2) : 2022 et 2023

### En sélection
Championnats du monde
- 15e place du Championnat du monde 2011
- 13e place du Championnat du monde 2013
- finaliste du Championnat du monde 2015
- troisième du Championnat du monde 2017
- vainqueur du Championnat du monde 2019
- 9e place du Championnat du monde 2021

Championnats d'Europe
- 9e place du Championnat d'Europe 2010
- 7e place du Championnat d'Europe 2014
- finaliste du Championnat d'Europe 2016
- troisième du Championnat d'Europe 2018
- 6e place du Championnat d'Europe 2020
- 6e place du Championnat d'Europe 2022